# Ľubotín
Ľubotín é um município da Eslováquia, situado no distrito de Stará Ľubovňa, na região de Prešov. Tem 10,84 km² de área e sua população em 2018 foi estimada em 1.354 habitantes.

## Demografia
| Ano:        | 1994 | 2004   | 2014   | 2024   |
| ----------- | ---- | ------ | ------ | ------ |
| Broj ljudi: | 1286 | 1338   | 1362   | 1308   |
| Razlika:    |      | +4,04% | +1,79% | -3,96% |

| Ano:               | 2023 | 2024   |
| ------------------ | ---- | ------ |
| Número de pessoas: | 1315 | 1308   |
| Diferença:         |      | -0,53% |